# Effetto Stark quantistico confinato
L'effetto Stark quantistico confinato (QCSE) consiste nella variazione del coefficiente di assorbimento di un sistema di quantum well indotta dall'applicazione di un campo elettrico esterno in direzione perpendicolare alle quantum well stesse. In una buca di potenziale quadratica gli elettroni e le lacune possono occupare soltanto una serie discreta di livelli energetici. Ne consegue che il sistema abbia una serie discreta di transizioni ottiche permesse, ovvero possa assorbire o emettere solamente luce a determinate lunghezze d'onda. L'applicazione di un campo elettrico esterno perturba i livelli energetici nella buca di potenziale, nello specifico riducendo l'energia dei livelli elettronici e aumentando quella dei livelli relativi alle lacune: le transizioni ottiche, di conseguenza, subiscono un redshift verso frequenze minori. Inoltre l'applicazione di un campo elettrico esterno modifica la forma delle funzioni d'onda nella buca di potenziale, diminuendo l'integrale di sovrapposizione fra i livelli energetici in banda di conduzione e quelli in banda di valenza e, di conseguenza, l'intensità dell'assorbimento stesso. Elettroni e lacune sono limitati a muoversi in un piano bidimensionale dal confinamento quantistico derivante dalla buca di potenziale lungo la terza dimensione spaziale. Questo significa che un campo elettrico, anche elevato, purché applicato parallelamente alla normale della buca di potenziale, non è in grado di separare gli eccitoni che si formano durante l'assorbimento. Per questo l'effetto Stark quantistico confinato risulta molto più intenso rispetto alla sua controparte in un materiale tridimensionale, l'effetto Franz-Keldysh, e può essere impiegato per la realizzazione modulatori elettro-ottici.

## Teoria
La variazione dei livelli energetici confinati nella buca di potenziale dovuta all'applicazione di un campo elettrico esterno può essere calcolata con buona approssimazione utilizzando la teoria delle perturbazioni indipendente dal tempo. Per fare ciò è necessario innanzitutto risolvere l'equazione di Schrödinger per il sistema non perturbato, ovvero in assenza di campo applicato.

### Campo elettrico nullo
Il profilo di potenziale della buca di potenziale lungo z può essere scritto come
{\displaystyle V(z)={\begin{cases}0;&|z|<L/2\\V_{0};&{\mbox{altrove}}\end{cases}}},
dove {\displaystyle L} e {\displaystyle V_{0}} sono rispettivamente lo spessore della well e l'altezza della barriera di potenziale. Gli stati confinati nella well risultano effettivamente confinati solamente in direzione z, comportandosi come onde piane lungo x e y. Il problema può essere trattato partendo dalle funzioni di Bloch per il cristallo tridimensionale, separando le variabili e utilizzando la funzione inviluppo lungo z, in maniera tale da poter scrivere le funzioni d'onda come: 
{\displaystyle \psi (\mathbf {r} )=\phi _{n}(z){\frac {1}{\sqrt {A}}}e^{i(k_{x}\cdot {x}+k_{y}\cdot {y})}u(\mathbf {r} ).}
In questa espressione, {\displaystyle A} è una costante di normalizzazione, {\displaystyle u(\mathbf {r} )} è la parte periodica della funzione di Bloch, {\displaystyle e^{i(k_{x}\cdot {x}+k_{y}\cdot {y})}} è l'onda piana lungo x e y, e {\displaystyle \phi _{n}(z)} è una funzione inviluppo lungo z che varia lentamente rispetto a {\displaystyle u(\mathbf {r} )}.
L'energia di uno stato legato risulterà essere la somma di due contributi, il primo corrispondente all'energia dello stato confinato lungo z, ovvero ad uno degli autovalori di {\displaystyle \phi _{n}(z)}, il secondo corrispondente all'energia dell'onda piana nel piano della well. Quest'ultimo contributo risulta essere continuo e, in quanto il sistema è bidimensionale, con una densità degli stati costante.

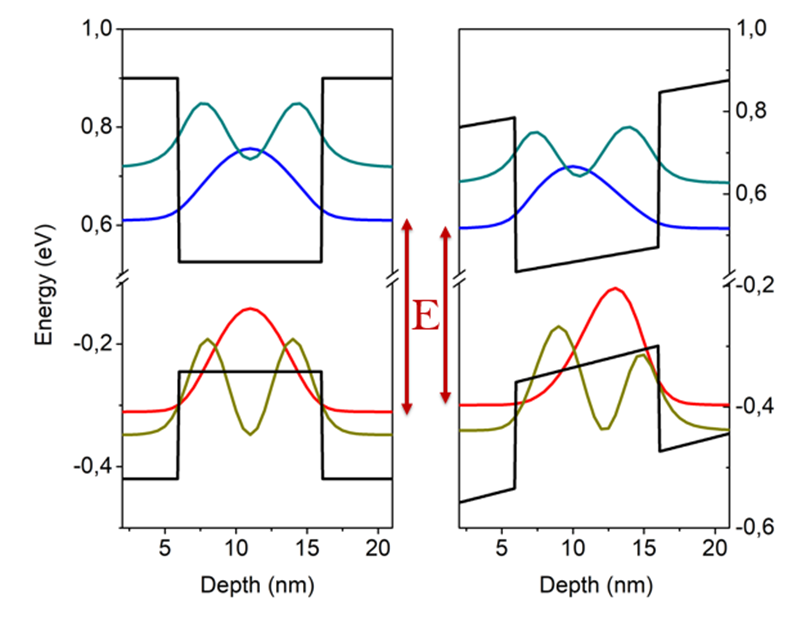
A sinistra: le funzioni d'onda corrispondenti agli stati legati n=1 e n=2 in una qunatum well in assenza di campo elettrico applicato. Sulla destra: l'effetto perturbativo del campo elettrico modifica le funzioni d'onda e diminuisce il band gap ottico dell sistema.

Per una questione di semplicità la buca di potenziale verrà assunta di profondità infinita ({\displaystyle V_{0}\to \infty }). Si noti che questa approssimazione non cambia in maniera sostanziale i risultati ottenuti pur diminuendo notevolmente la complessità della derivazione. Le espressioni analitiche delle funzioni inviluppo in questa approssimazione risultano essere:
{\displaystyle \phi _{n}(z)={\sqrt {\frac {2}{L}}}\times {\begin{cases}\cos \left({\frac {n\pi z}{L}}\right)&n\,{\text{dispari}}\\\sin \left({\frac {n\pi z}{L}}\right)&n\,{\text{pari}}\end{cases}}.}
mentre lo spettro degli stati legati corrisponde a:
{\displaystyle E_{n}={\frac {\hbar ^{2}n^{2}\pi ^{2}}{2m^{*}L^{2}}},}
dove {\displaystyle m^{*}} è la massa efficace dell'elettrone nel semiconduttore considerato.

### Campo elettrico non nullo
Assumiamo ora la presenza di un campo elettrico non nullo lungo z,
{\displaystyle \mathbf {F} =F\mathbf {z} ,}
il termine perturbativo dell'hamiltoniana risulta essere
{\displaystyle H'=eFz.}
Il termine correttivo del primo ordine per l'energia risulta essere nullo per simmetria: le funzioni d'onda nella well hanno parità definita e la perturbazione risulta essere dispari. 
{\displaystyle E_{n}^{(1)}=\langle n^{(0)}|eFz|n^{(0)}\rangle =0}.
La correzione del secondo ordine, per lo stato n=1, risulta essere
{\displaystyle E_{1}^{(2)}=\sum _{k\neq 1}{\frac {|\langle k^{(0)}|eFz|1^{(0)}\rangle |^{2}}{E_{1}^{(0)}-E_{k}^{(0)}}}\approx {\frac {|\langle 2^{(0)}|eFz|1^{(0)}\rangle |^{2}}{E_{1}^{(0)}-E_{2}^{(0)}}}=-24\left({\frac {2}{3\pi }}\right)^{6}{\frac {e^{2}F^{2}m_{e}^{*}L^{4}}{\hbar ^{2}}}}
dove sono stati approssimati a zero i termini perturbativi sul primo livello energetico confinato derivanti dai livelli energetici per i quali n è pari e maggiore di 2.
Il calcolo appena effettuato è valido per gli elettroni, in quanto è stata utilizzata la massa efficace in banda di conduzione {\displaystyle m_{e}^{*}}. La stessa derivazione può essere applicata alle lacune, sostituendo la massa efficace in banda di valenza {\displaystyle m_{h}^{*}}. Per ottenere la variazione di energia della transizione ottica è sufficiente introdurre la massa efficace totale {\displaystyle m_{tot}^{*}=m_{e}^{*}+m_{h}^{*}}:
{\displaystyle \Delta E\approx -24\left({\frac {2}{3\pi }}\right)^{6}{\frac {e^{2}F^{2}m_{tot}^{*}L^{4}}{\hbar ^{2}}}.}
Nonostante le approssimazioni fatte fino a qui siano abbastanza grossolane, le variazioni energetiche sulle transizioni ottiche indotte dall'effetto Stark quantistico confinato hanno sperimentalmente una dipendenza di tipo quadratico rispetto al campo elettrico applicato, come predetto dall'ultima equazione.

### Coefficiente di assorbimento

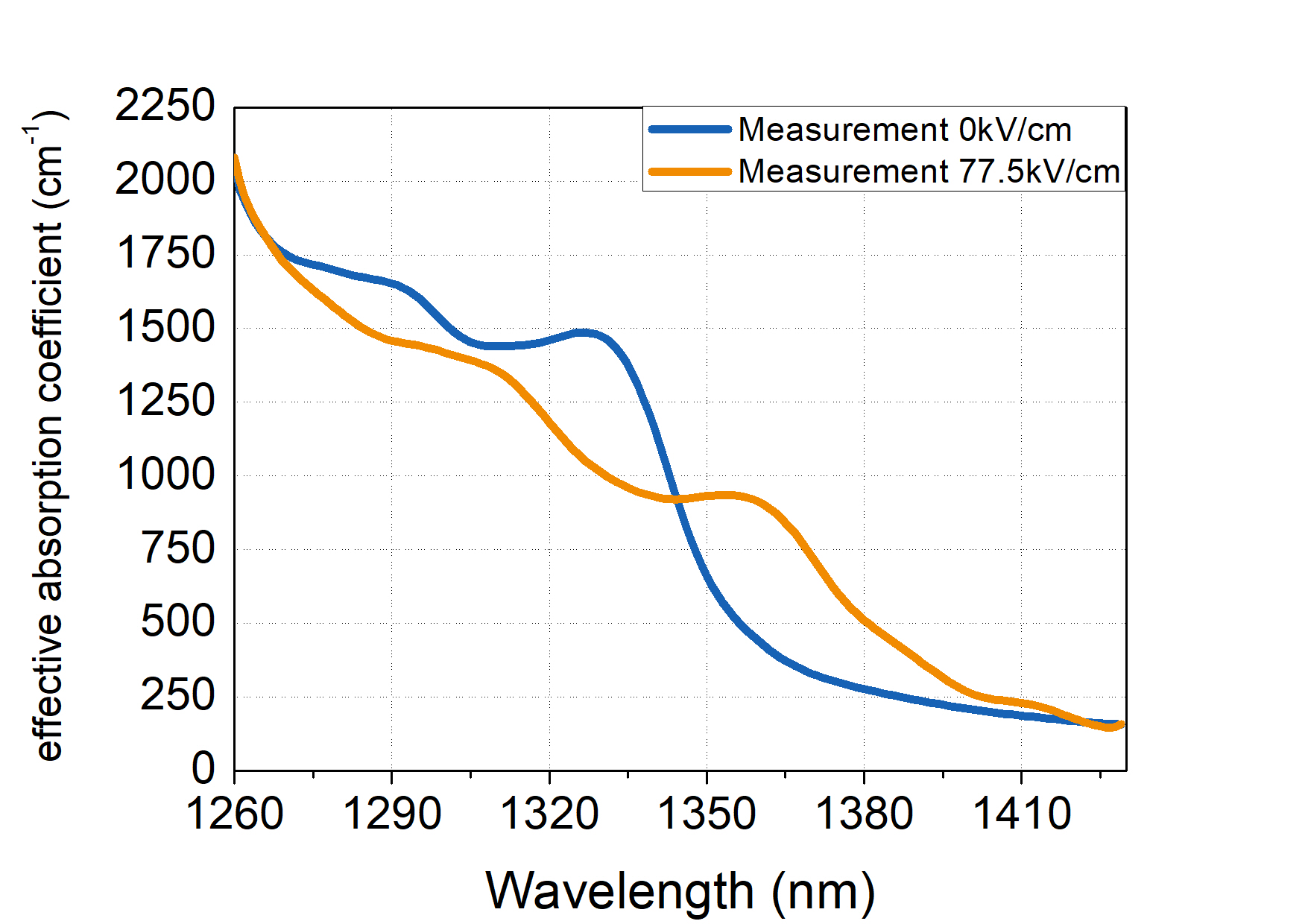
Dimostrazione sperimentale dell'effetto Stark quantistico confinato nelle well di Ge/SiGe.

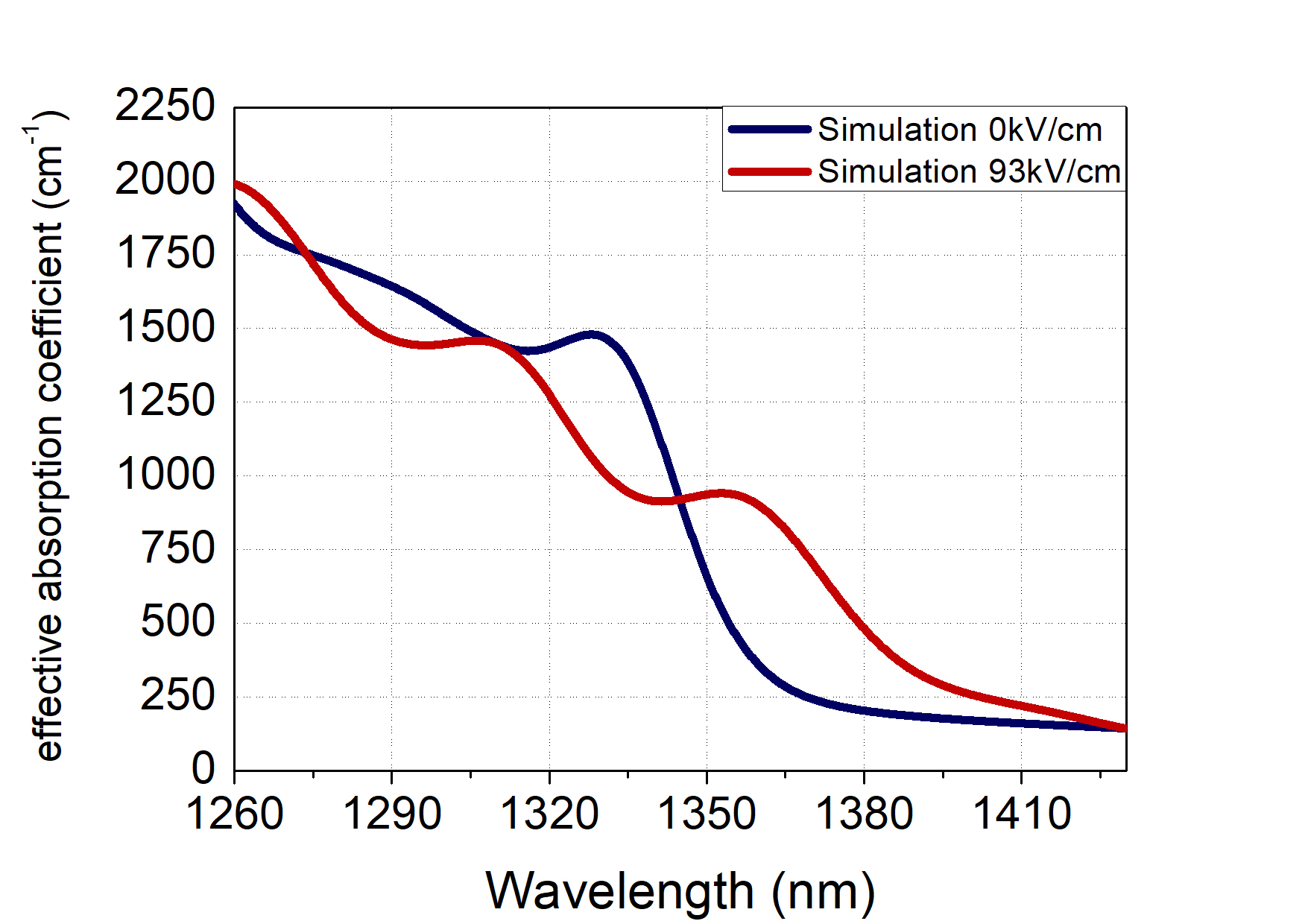
Simulazione numerica del coefficiente di assorbimento delle well di Ge/SiGe in presenza ed in assenza del campo elettrico applicato.

Oltre a diminuire le energie relative alle transizioni ottiche, l'applicazione di una campo elettrico esterno perpendicolarmente ad una quantum well induce anche una diminuzione dell'intensità del coefficiente di assorbimento. Ciò dipende dal diverso effetto della perturbazione sulle funzioni d'onda in banda di valenza e di conduzione, che diminuisce gli integrale di proiezione relativi alle transizioni ottiche considerate e di conseguenza i valori degli elementi di matrice ottici secondo la regola d'oro di Fermi.
Con le approssimazioni fatte fino ad ora ed in assenza di campo elettrico applicato lungo z, l'integrale di proiezione per le transizioni {\displaystyle n_{valenza}=n_{conduzione}} risulta essere: 
{\displaystyle \langle \phi _{c,n}|\phi _{v,n}\rangle =1}.
Ancora una volta è possibile ricorrere alla teoria delle perturbazioni indipendenti dal tempo per modellizzare l'effetto del campo elettrico esterno sull'integrale di proiezione appena definito. La correzione al primo ordine per la funzione d'onda è:
{\displaystyle \phi _{n}^{'}=\sum _{k\neq n}{\frac {\langle \phi _{n}|H'|\phi _{k}\rangle }{E_{n}-E_{k}}}|\phi _{k}\rangle }.
Anche questa volta consideriamo solamente la perturbazione relativa al livello n=2 sul livello n=1. Come nel caso della correzione al secondo ordine dell'energia, i termini perturbativi relativi ai livelli n dispari sono nulli per considerazioni di simmetria. Svolgendo i conti per le bande di conduzione e di valenza si ottengono rispettivamente
{\displaystyle \phi _{c,1}=\phi _{c,1}^{0}+\phi _{c,1}^{'}={\frac {1}{A}}\left(\cos \left({\frac {\pi z}{L}}\right)-\left({\frac {2}{3\pi }}\right)^{4}{\frac {2m_{e}^{*}eFL^{3}}{\hbar ^{2}}}\sin \left({\frac {\pi z}{L}}\right)\right)}
e
{\displaystyle \phi _{v,1}=\phi _{v,1}^{0}+\phi _{v,1}^{'}={\frac {1}{A}}\left(\cos \left({\frac {\pi z}{L}}\right)+\left({\frac {2}{3\pi }}\right)^{4}{\frac {2m_{h}^{*}eFL^{3}}{\hbar ^{2}}}\sin \left({\frac {\pi z}{L}}\right)\right)}
dove è stata introdotta {\displaystyle A} come costante di normalizzazione. Per qualunque campo elettrico applicato tale che {\displaystyle {\vec {F}}\cdot {\hat {z}}\neq 0} si ottiene
{\displaystyle \langle \phi _{c,1}|\phi _{v,1}\rangle <1}.
Ne consegue che, secondo la regola d'oro di Fermi, l'intensità delle transizioni ottiche considerate risulta ridotta dal campo elettrico applicato.

### Effetti eccitonici
La descrizione dell'effetto Stark quantistico confinato data dalla teoria delle perturbazioni indipendenti dal tempo del secondo ordine risulta molto semplice ed intuitiva. Tuttavia per qualunque tipo di descrizione quantitativa è necessario tenere in considerazione il ruolo degli effetti eccitonici. Gli eccitoni sono quasiparticelle costituite da uno stato legato di una coppia elettrone-lacuna, modellizzabili come atomi idrogenoidi. In un materiale semiconduttore tridimensionale (bulk) la loro energia di legame vale:
{\displaystyle E_{exc,n}={\frac {\mu }{m_{e}\epsilon _{r}^{2}}}{\frac {R_{H}}{n^{2}}},}
dove {\displaystyle R_{H}} è la costante di Rydberg, {\displaystyle \mu } è la massa ridotta della coppia elettrone-lacuna e {\displaystyle \epsilon _{r}} è la permittività dielettrica relativa. L'energia di legame dell'eccitone riduce il band gap ottico effettivo del materiale
{\displaystyle h\nu >E_{g}-E_{exc}},
provocando un redshift verso lunghezze d'onda maggiori. Applicando un campo elettrico esterno ad un semiconduttore bulk, si nota un ulteriore redshift del coefficiente di assorbimento, dovuto all'effetto Franz-Keldysh. Poiché elettrone e lacuna hanno carica elettrica opposta, l'applicazione di un campo elettrico esterno tende a separarli nello spazio lungo la direzione del campo applicato. Se l'intensità del campo applicato risulta sufficientemente elevata, ovvero se
{\displaystyle -e{\vec {F}}\cdot {\vec {r_{exc}}}>|E_{exc}|},
gli eccitoni smettono di essere stati energeticamente convenienti e cessano di esistere nel materiale bulk. Ciò risulta limitante per quanto riguarda l'utilizzo dell'effetto Franz-Keldysh per la modulazione elettro-ottica, in quanto il redshift indotto dal campo elettrico applicato viene parzialmente controbilanciato dalla scomparsa degli eccitoni.
Nell'effetto Stark quantistico confinato, elettroni e lacune sono confinati lungo z dalla presenza della buca di potenziale. Ne consegue che un campo elettrico esterno applicato lungo questa direzione, anche se elevato, non è in grado di separare la coppia elettrone lacuna di una distanza superiore allo spessore della well. Se questa distanza risulta comparabile con il raggio di Bohr dell'eccitone, continueranno ad esistere forti effetti eccitonici indipendentemente dall'intensità del campo elettrico applicato. Inoltre le energie di legame degli eccitoni risultano essere superiori nei sistemi bidimensionali, come le quantum well, piuttosto che nel bulk. Infatti, risolvendo l'equazione di Schrödinger per un potenziale coulombiano dato da una carica puntiforme in due dimensioni, si ottiene un'energia di legame pari a:
{\displaystyle E_{exc,n}={\frac {\mu }{m_{e}\epsilon _{r}^{2}}}{\frac {R_{H}}{n^{2}-1/2}}}
che risulta essere quattro volte più intensa rispetto al caso tridimensionale per lo stato {\displaystyle 1s}.

## Modulazione ottica
L'effetto Stark quantistico confinato è considerato molto promettente per quanto riguarda la modulazione elettro-ottica nel vicino infrarosso, applicazione di grande interesse per la fotonica del silicio e la miniaturizzazione delle interconnessioni ottiche.
Un modulatore elettro-ottico basato sull'effetto Stark quantistico confinato consiste in un diodo PIN in cui la regione intrinseca viene utilizzata come guida d'onda per il segnale portante ed è costituita da uno stack di quantum well multiple.
Il campo elettrico esterno viene applicato alla regione delle quantum well imponendo una differenza di potenziale ai capi diodo in maniera tale da polarizzarlo in inversa, causando la comparsa dell'effetto Stark. Questo meccanismo può essere utilizzato per modulare le lunghezze d'onda comprese fra i band gap ottici del materiale in assenza ed in presenza di campo elettrico applicato.
Anche se inizialmente dimostrato sperimentalmente nelle quantum well di GaAs/AlGaAs, l'effetto Stark quantistico confinato ha iniziato ad attrarre interesse dopo la sua dimostrazione nel Ge/SiGe. A differenza dei semiconduttori III/V, infatti, i sistemi di quantum well in Ge/SiGe possono essere cresciuti epitassialmente su un substrato di silicio, previa introduzione di uno strato buffer fra il substrato e le well. Ciò risulta essere un vantaggio decisivo in quanto permette l'integrazione monolitica di modulatori elettro-ottici basati sull'effetto Stark nelle well di Ge/SiGe con la tecnologia CMOS e la fotonica del silicio.
Il Germanio è un semiconduttore a gap indiretto, con un band gap pari a 0,66 eV. La sua banda di conduzione, tuttavia, possiede un minimo locale nel punto {\displaystyle \Gamma } della zona di Brillouin, con un bandgap diretto di 0.8 eV, che corrisponde alla lunghezza d'onda di 1550 nm. L'effetto Stark quantistico confinato nelle well di Ge/SiGe permette quindi di ottenere modulazione a 1.55 {\displaystyle \mu m}, la lunghezza d'onda maggiormente utilizzata in ambito telecomunicazioni in quanto corrispondente alla finestra di maggior trasparenza delle fibre ottiche e quindi di grande interesse per la fotonica del silicio. 
Variando parametri del materiale come spessore delle well, strain biassiale e contenuto di silicio nelle well, è possibile aumentare il band gap ottico delle well in Ge/SiGe fino a modulare alla lunghezza d'onda di 1310 nm, anch'essa di grande interesse in quanto corrispondente ad un'altra finestra di trasparenza per le fibre ottiche.
La modulazione elettro-ottica tramite effetto Stark quantistico confinato nelle well di Ge/SiGe è stata dimostrata fino a 23 Ghz, con energie per bit modulato fino a 108 fJ, mentre modulatori basati sull'effetto Stark sono stati integrati con successo con guide d'onda in SiGe.